# Breton (Alberta)
Pour les articles homonymes, voir Breton (homonymie).
Breton est un village (village) du Comté de Brazeau, situé dans la province canadienne d'Alberta.

## Démographie
En tant que localité désignée dans le recensement de 2011, Breton a une population de 496 habitants dans 208 de ses 218 logements, soit une variation de -9.8% avec la population de 2006. Avec une superficie de 1,731 2 km2, village possède une densité de population de 286,506 5 hab/km2 en 2011.
Concernant le recensement de 2006, Breton abritait 550 habitants dans 233 de ses 243 logements. Avec une superficie de 1,731 3 km2, village possédait une densité de population de 317,7 hab/km2 en 2006.
| 2001 | 2006 | 2011 | 2016 |
| ---- | ---- | ---- | ---- |
| 573  | 550  | 496  | 574  |